# Canton de Valenciennes-Sud
Le canton de Valenciennes-Sud est un ancien canton français, située dans le département du Nord et la région Nord-Pas-de-Calais.

## Composition
Le canton de Valenciennes-Sud regroupait les communes suivantes :
| Nom                      | Code Insee | Codepostal | Superficie (km2) | Population (dernière pop. légale) | Densité (hab./km2) |
| ------------------------ | ---------- | ---------- | ---------------- | --------------------------------- | ------------------ |
| Valenciennes (chef-lieu) | 59606      | 59300      | 13,82            | 42 989 (2012)                     | 3 111              |
| Artres                   | 59019      | 59269      | 6,55             | 1 021 (2012)                      | 156                |
| Aulnoy-lez-Valenciennes  | 59032      | 59300      | 6,12             | 7 438 (2012)                      | 1 215              |
| Famars                   | 59221      | 59300      | 4,73             | 2 475 (2012)                      | 523                |
| Haulchin                 | 59288      | 59121      | 5,13             | 2 329 (2012)                      | 454                |
| Hérin                    | 59302      | 59195      | 4,48             | 3 936 (2012)                      | 879                |
| La Sentinelle            | 59564      | 59174      | 3,89             | 3 299 (2012)                      | 848                |
| Maing                    | 59369      | 59233      | 11,68            | 4 047 (2012)                      | 346                |
| Monchaux-sur-Écaillon    | 59407      | 59224      | 4,55             | 542 (2012)                        | 119                |
| Oisy                     | 59446      | 59195      | 2,57             | 586 (2012)                        | 228                |
| Prouvy                   | 59475      | 59121      | 4,41             | 2 269 (2012)                      | 515                |
| Quérénaing               | 59480      | 59269      | 4,32             | 940 (2012)                        | 218                |
| Rouvignies               | 59515      | 59220      | 3,25             | 683 (2012)                        | 210                |
| Thiant                   | 59589      | 59224      | 8,39             | 2 619 (2012)                      | 312                |
| Trith-Saint-Léger        | 59603      | 59125      | 6,87             | 6 393 (2012)                      | 931                |
| Verchain-Maugré          | 59610      | 59227      | 9,62             | 903 (2012)                        | 94                 |

## Représentation
| Période           | Identité                                         | Parti                    | Qualité |
| ----------------- | ------------------------------------------------ | ------------------------ | --- |
| 1833-1836         | Pierre François Dumont                           | Opposition dynastique    | Propriétaire d'usines à Raismes, Député du 10e Collège électoral du Nord (Valenciennes) (1834-1842), Conseiller général du Canton de Bouchain (1833-1836), Maire de Ferrière-la-Grande (1860-1864). |
| 1836-1845         | Baron Gustave Lahure                             |                          | Lieutenant-général en retrait à Wavrechain-sous-Faulx, Conseiller général du Canton de Bouchain (1836-1845).                                                                                        |
| 1845-1871         | Emile Louis Fénelon Boulanger (1800-1875)        |                          | Juge au Tribunal civil de Valenciennes, Conseiller général du Canton de Bouchain (1845-1848). |
| 1871-1895         | Louis-Désiré Legrand                             | Gauche républicaine      | Docteur en droit, docteur ès-lettres, Ministre plénipotentiaire de France à La Haye (1882-1885), Député de la 1re circonscription de Valenciennes (1876-1882).                                      |
| 1895-1914 (décès) | César Sirot                                      | Républicain Progressiste | Maître de forges, Maire de Trith-Saint-Léger (1878-1900), conseiller d'arrondissement Député de la 3e circonscription de Valenciennes (1899-1902).                                                  |
| 1914-1919         | Ernest Macarez                                   | Gauche radicale          | Agriculteur, Maire d'Haulchin, Député du Nord (1919-1926). |
| 1919-1925         | Louis Blémant (1889-1960)                        | SFIO puis USC            | Avocat, Conseiller municipal de Valenciennes (1919-1925). |
| 1925-1926 (décès) | Ernest Macarez                                   | Gauche radicale          | Agriculteur, Maire d'Haulchin, Député du Nord (1919-1926). |
| 1926-1934         | Georges Macarez (frère du précédent) (1878-1939) | Rad.ind.                 | Agriculteur et brasseur à Haulchin Président des agriculteurs du Nord |
| 1934-1940         | Sulpice Dewez                                    | PC-SFIC                  | Savetier, Menuisier, ouvrier métallurgiste Député (1932-1942) Déclaré inéligible en 1945 |
|                   |                                                  |                          | |
| 1945-1958         | Palmyre Tambrun                                  | PCF                      | Maire d'Hérin |
| 1958-1967 (décès) | Edmond Cher                                      | PCF                      | Métallurgiste, Maire de Petite-Forêt. |
| 1967-1988         | René Carpentier                                  | PCF                      | Employé Maire de Trith-Saint-Léger (1971-1996), Député (1990-1997). |
| 1988-1998 (décès) | Elie Salengros                                   | PCF                      | Modeleur sur bois Maire de Trith-Saint-Léger (1996-1998). |
| 1998-2008         | Michel Kaczmarek                                 | PCF                      | Maire de Rouvignies (1992-2012). |
| 2008-2015         | Norbert Jessus                                   | PCF                      | Employé Maire de Trith-Saint-Léger depuis 1998. |

### Conseillers d'arrondissement (de 1833 à 1940)
| Période | Période | Identité                          | Étiquette                | Qualité |
| ------- | ------- | --------------------------------- | ------------------------ | --- |
| 1833    | 1839    | Constantin Mathieu de Quenvignies |                          | Officier, propriétaire à Valenciennes                                                                       |
| 1839    | 1848    | Adolphe Dupire                    |                          | Notaire à Valenciennes                                                                                      |
|         |         |                                   |                          | |
| 1870    | 1871    | Valère Bultot (1821-1884)         |                          | Juge au Tribunal civil de Valenciennes                                                                      |
| 1871    | 1883    | François Theillier (1847-1897)    | Républicain              | Industriel en savonnerie, Valenciennes                                                                      |
| 1883    | 1895    | César Sirot                       | Républicain progressiste | Maître de forges, maire de Trith-Saint-Léger                                                                |
| 1895    | 1907    | Henri Mallez (1842-1939)          | Républicain              | Cultivateur, maire de Thiant                                                                                |
| 1907    | 1914    | Ernest Macarez                    | Républicain              | Agriculteur, maire d'Haulchin                                                                               |
| 1914    | 1919    | siège vacant                      |                          | |
| 1919    | 1925    | Henri Dehont (1880-1938)          | SFIO puis PC-SFIC        | Ouvrier mineur puis marchand ambulant, adjoint au maire de La Sentinelle                                    |
| 1925    | 1931    | Victor Béhal                      | SFIO                     | Menuisier, maire de Hérin                                                                                   |
| 1931    | 1940    | Lucien Sevrez (1880-1960)         | PC-SFIC                  | ouvrier métallurgiste, puis secrétaire de mairie, Onnaing, déchu de son mandat en 1939 (décrets Daladier)   |
| 1940    |         |                                   |                          | Les conseils d'arrondissement ont été suspendus par la loi du 12 octobre 1940 et n'ont jamais été réactivés |

## Démographie
| 1962 | 1968 | 1975 | 1982 | 1990   | 1999   | 2006   | 2011   | 2012   |
| ---- | ---- | ---- | ---- | ------ | ------ | ------ | ------ | ------ |
| -    | -    | -    | -    | 46 954 | 48 245 | 47 934 | 48 381 | 48 308 |

### Pyramide des âges
Comparaison des pyramides des âges du Canton de Valenciennes-Sud et du département du Nord en 2006
| Hommes | Classe d’âge   | Femmes |
| ------ | -------------- | ------ |
| 0,2    | 90 ans et plus | 0,6    |
| 4,2    | 75 à 89 ans    | 7,8    |
| 10,4   | 60 à 74 ans    | 13,2   |
| 20,7   | 45 à 59 ans    | 20,6   |
| 20,4   | 30 à 44 ans    | 19,8   |
| 24,5   | 15 à 29 ans    | 20,3   |
| 19,6   | 0 à 14 ans     | 17,6   |

| Hommes | Classe d’âge   | Femmes |
| ------ | -------------- | ------ |
| 0,2    | 90 ans et plus | 0,8    |
| 4,3    | 75 à 89 ans    | 7,9    |
| 10,3   | 60 à 74 ans    | 11,9   |
| 19,7   | 45 à 59 ans    | 19,4   |
| 21,1   | 30 à 44 ans    | 20,1   |
| 22,6   | 15 à 29 ans    | 21     |
| 21,6   | 0 à 14 ans     | 19     |